# Blåfläckig stingrocka
Blåfläckig stingrocka (Taeniura lymma) är en rockeart som först beskrevs av Peter Forsskål 1775.  Taeniura lymma ingår i släktet Taeniura, och familjen spjutrockor. IUCN kategoriserar arten globalt som nära hotad. Inga underarter finns listade.